# Monobia insueta
Monobia insueta är en stekelart som beskrevs av Giordani Soika 1969. Monobia insueta ingår i släktet Monobia och familjen Eumenidae. Inga underarter finns listade i Catalogue of Life.